# Гальен-Лалу, Эжен
Эжен Гальен-Лалу (фр. Eugène Galien-Laloue; 11 декабря 1854 года — 18 апреля 1941 года) — французский художник-импрессионист.

## Биография
Эжен Гальен-Лалу имел французско-итальянские корни. Он родился в Париже 11 декабря 1854 года, был первенцем в семье, где в дальнейшем появились на свет ещё семь мальчиков. В 1870 году, когда отец многодетного семейства Шарль Лалу умер, Эжену пришлось бросить учёбу и пойти работать помощником нотариуса.
В 22 года он впервые выставил в Музее Реймса свою картину «Цветы под снегом», а в 1877 году две его картины были выставлены в Салоне французских художников.
В 1887 году умерла его первая жена, Флора Барден. Впоследствии Эжен женился на её сестре Эрнестине, которая в 1925 году также скончалась. В 1930 году художник женился на их третьей сестре, Клэр Барден, но в 1933 году и её не стало. В 1935 году Эжен переехал в дом своей дочери Флор, где вёл замкнутый образ жизни, занимаясь только живописью. В 1940 году художник сломал руку и не мог больше рисовать.
Эжен Гальен-Лалу скончался 18 апреля 1941 года в загородном доме своей дочери в Шерансе (департамент Валь-д’Уаз в регионе Иль-де-Франс). Там и был похоронен.

## Творчество
Эжен Гальен-Лалу — автор картин, на которых изображены в основном осенние или зимние виды улиц Парижа, достопримечательности города.
Его работы начала 1900-х точно отображают время и место, в котором он жил. Это были годы счастливого и шумного Парижа, Прекрасной эпохи (la Belle Époque) с конными экипажами, трамваями и первыми городскими автобусами. Творчество Гальена-Лалу ценится не только за его вклад в искусство XX века, но и за почти документальное воспроизведение истории Парижа. Его работы можно увидеть в музеях в Лувье (Musée des Beaux-Arts, Louvier), в Ла-Рошели, в Мюлузе и др.
Типичные сюжеты картин Гальена-Лалу: городской тротуар, на аллеях снуют люди; туристы толпятся перед столичными памятниками. Он также рисовал пейзажи в Нормандии, в департаменте Сена-и-Марна, а также батальные сцены, которые ему было поручено выполнить в 1914 году. Гальен-Лалу работал военным художником во время Франко-прусской войны и Первой мировой войны. Рисовал он тогда главным образом акварелью.
Гальен-Лалу имел эксклюзивный контракт с одной из художественных галерей. Подписывая свои произведения, он использовал разные псевдонимы: «L. Dupuy», «Juliany», «E. Galiany», «Lievin» и «Dumoutier».
Последователем Гальена-Лалу можно считать художника Антуана Бланшара.

## Галерея
- Эжен Гальен-Лалу Театр Порт-Сен-Дени
- Эжен Гальен-Лалу Ле Metro
- Эжен Гальен-Лалу Церковь Сен-Жермен-де-Пре
- Эжен Гальен-Лалу Dans le port d'hiver
- Эжен Гальен-Лалу Ле-Аль
- Эжен Гальен-Лалу Бастилия
- Эжен Гальен-Лалу Мулен Руж
- Эжен Гальен-Лалу Boulevard Bonne Nouvelle

## Выставки
Эжен Гальен-Лалу принимал участие в художественных выставках:
- Выставка в «Salon des Artistes Français» (1879, 1880, 1882, 1886, 1889) в Реймсе.
- Выставка «Paris Moderne» в «Salon des Artistes Français» (1910).
- Выставка «Quai de l’Hôtel de Ville» в «Salon des Artistes Français» (1911).
- Выставки в городах Дижоне, Орлеане, Сен-Кантене, Версале, Рубе, Сент-Этьене, Бордо (1912).
- Выставка в Салоне французских художников (1913).
- Выставки в городах Монте-Карло (Monte Carlo), Орлеане, Ножан-сюр-Марн, Женеве.